# Флоріан Флік
Флоріан Флік (нім. Florian Flick, нар. 1 травня 2000, Мангайм, Німеччина) — німецький футболіст, опорний півзахисник клубу «Шальке 04» та молодіжної збірної Німеччини.

## Ігрова кар'єра

### Клубна
Флоріан Флік уродженець міста Мангайм і займатися футболом починав у клубі «Вальдгоф» зі свого рідного міста. У 2018 році Флік дебютував в основі і допоміг команді вийти у Третю Бундеслігу.
У 2020 році футболіст перейшов до клубу «Шальке 04» але перший сезон для набуття ігрової практики провів у дублюючому складі,який виступає в Регіональній лізі. Свою першу гру у Бундеслізі футболіст провів у травні 2021 року. Тоді ж  він підписав з клубом новий контракт, дія якого продовжується до 2023 року.

### Збірна
7 червня 2022 року Флоріан Флік дебютував у складі молодіжної збірної Німеччини, вийшовши на заміну у поєдинку проти польських однолітків.

## Досягнення
Шальке 04
- Переможець Другої Бундесліги: 2021/22